# 亚当之家
亚当之家（法語：Maison d'Adam），也叫亚当和夏娃的家（maison d'Adam et Ève）或生命之树（de l'Arbre de Vie），是法国昂热一座保存至今的中世纪木构建筑，建于1491年。它位于市中心圣十字广场（Place Sainte-Croix），昂热主教座堂后方。这里是中世纪时期昂热主要的商业街，当时是富商雅克·理查德的产业。现在是昂热工匠之家所在地。

## 历史
法国大革命期间，亚当和夏娃的人像被毁。1922年9月28日，建筑立面被列为法国历史古迹。1990年，昂热工匠之家入住该建筑。最后的修复在1994年完成。

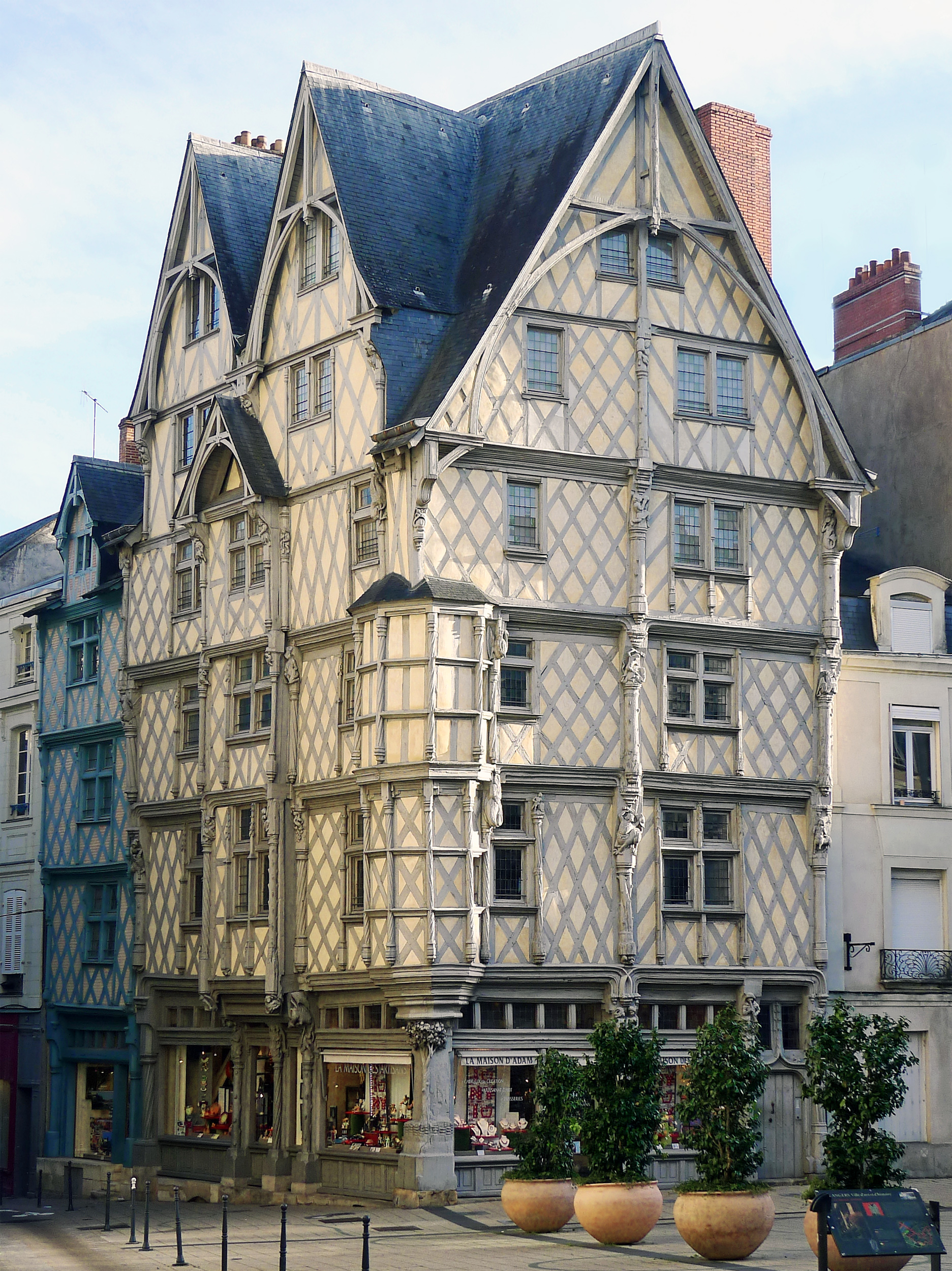
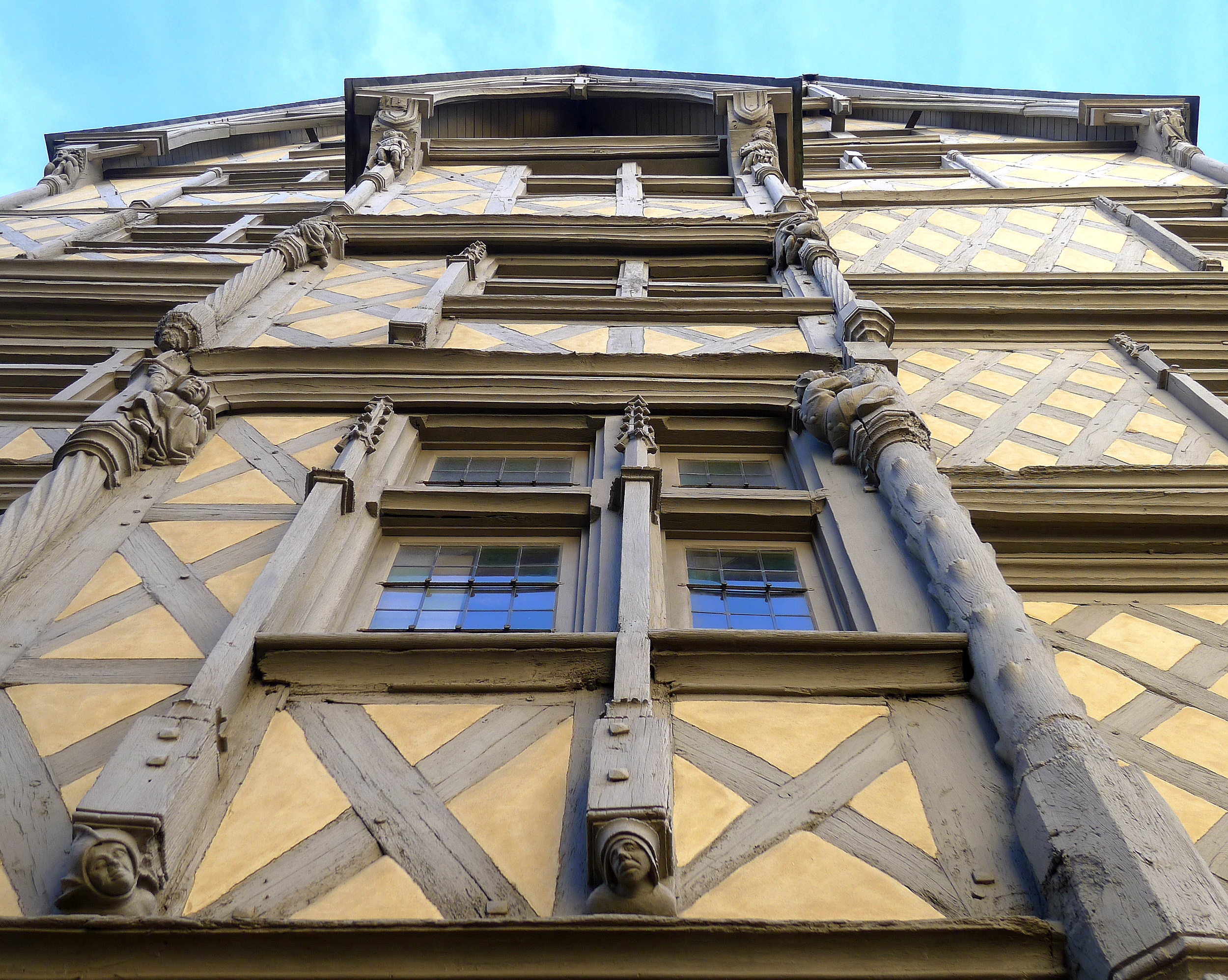
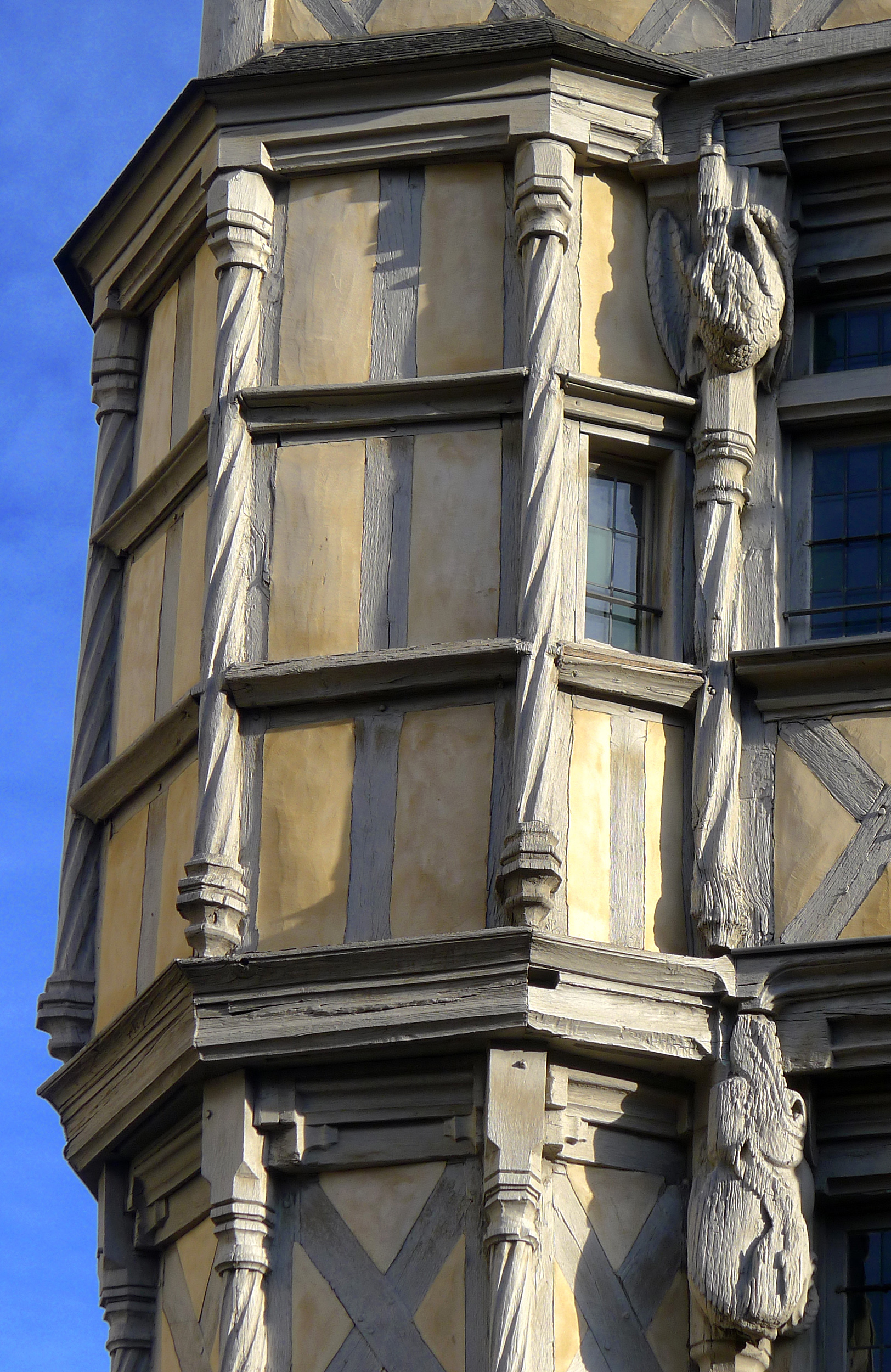
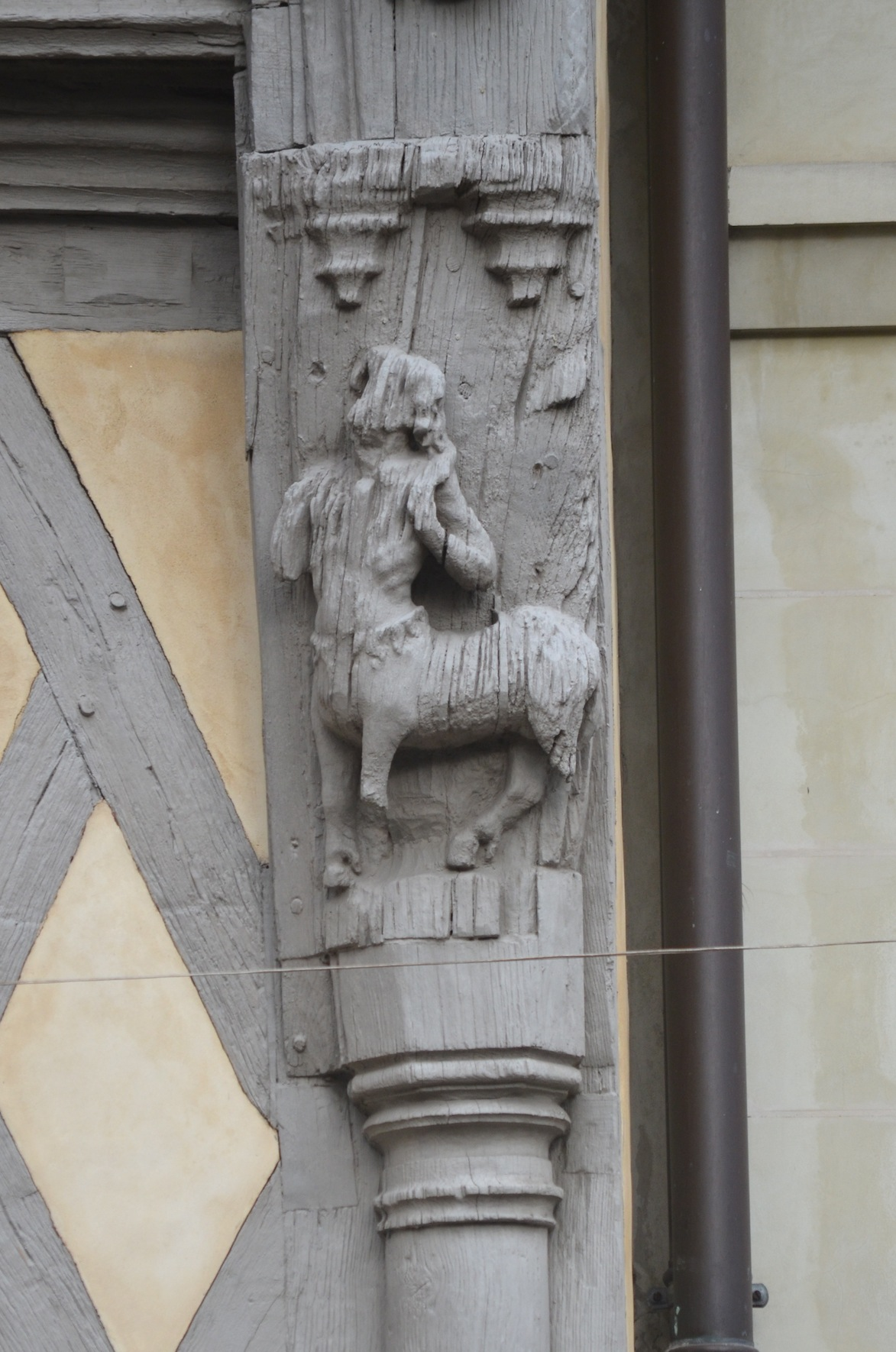
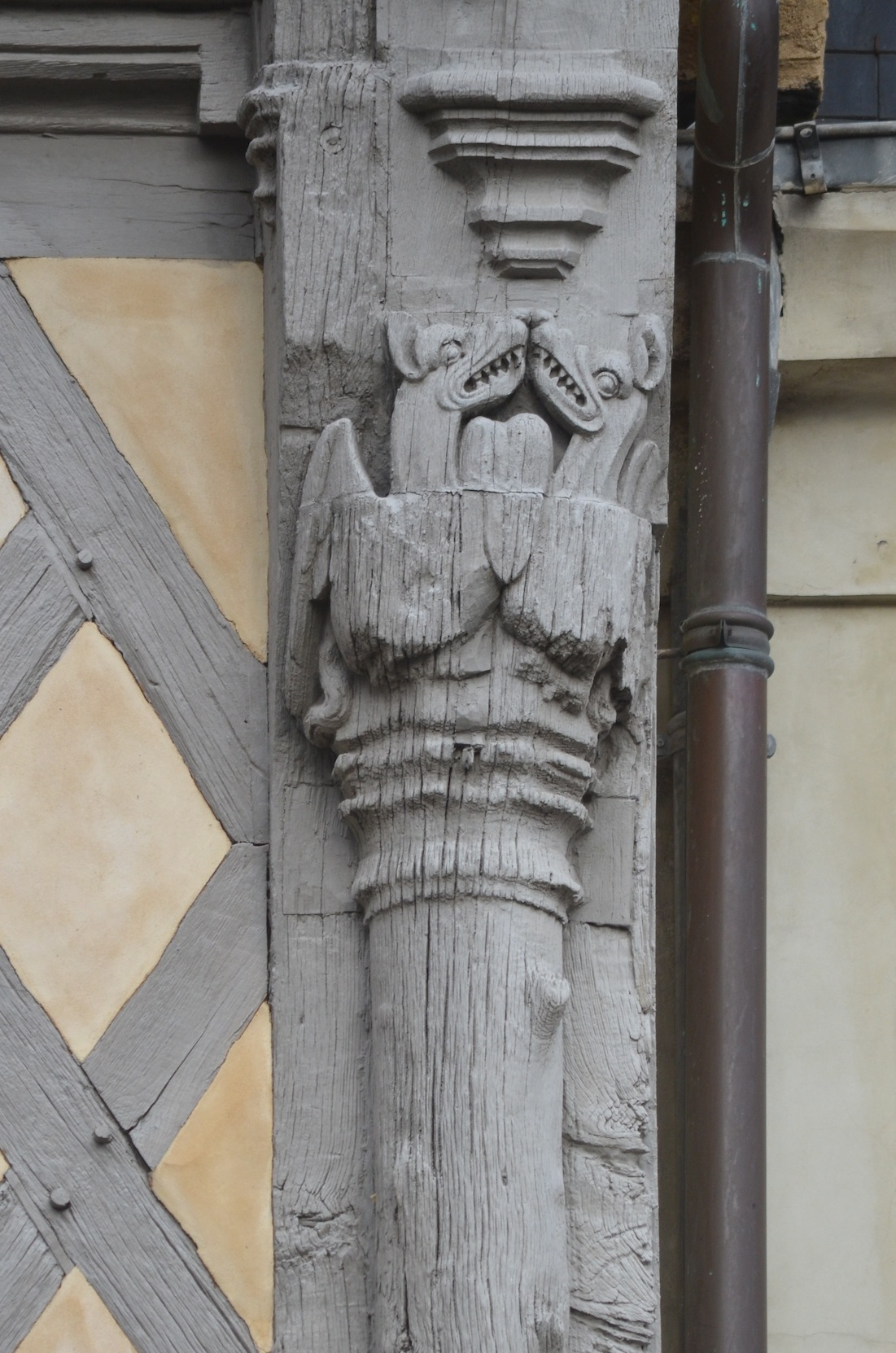
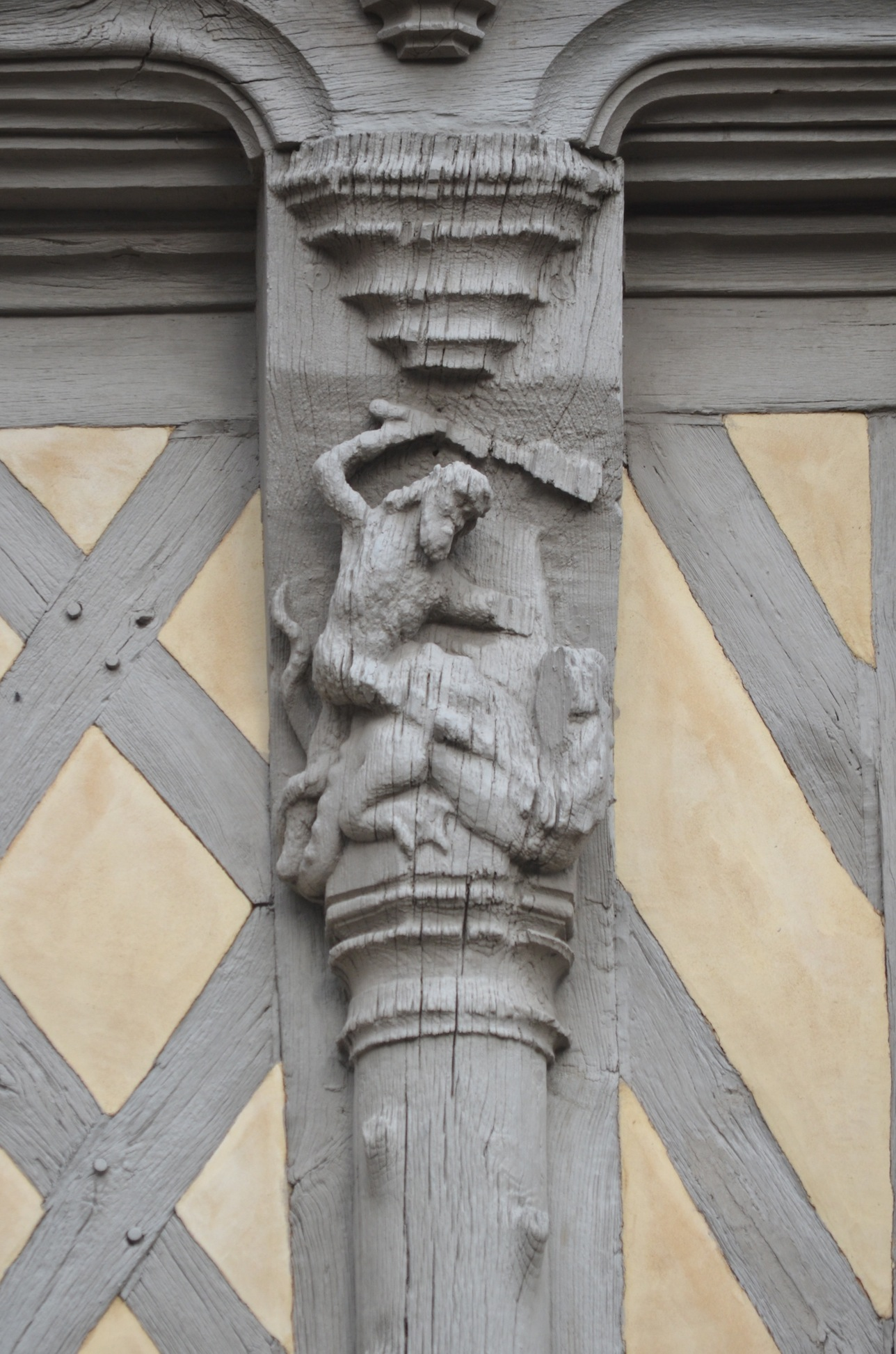
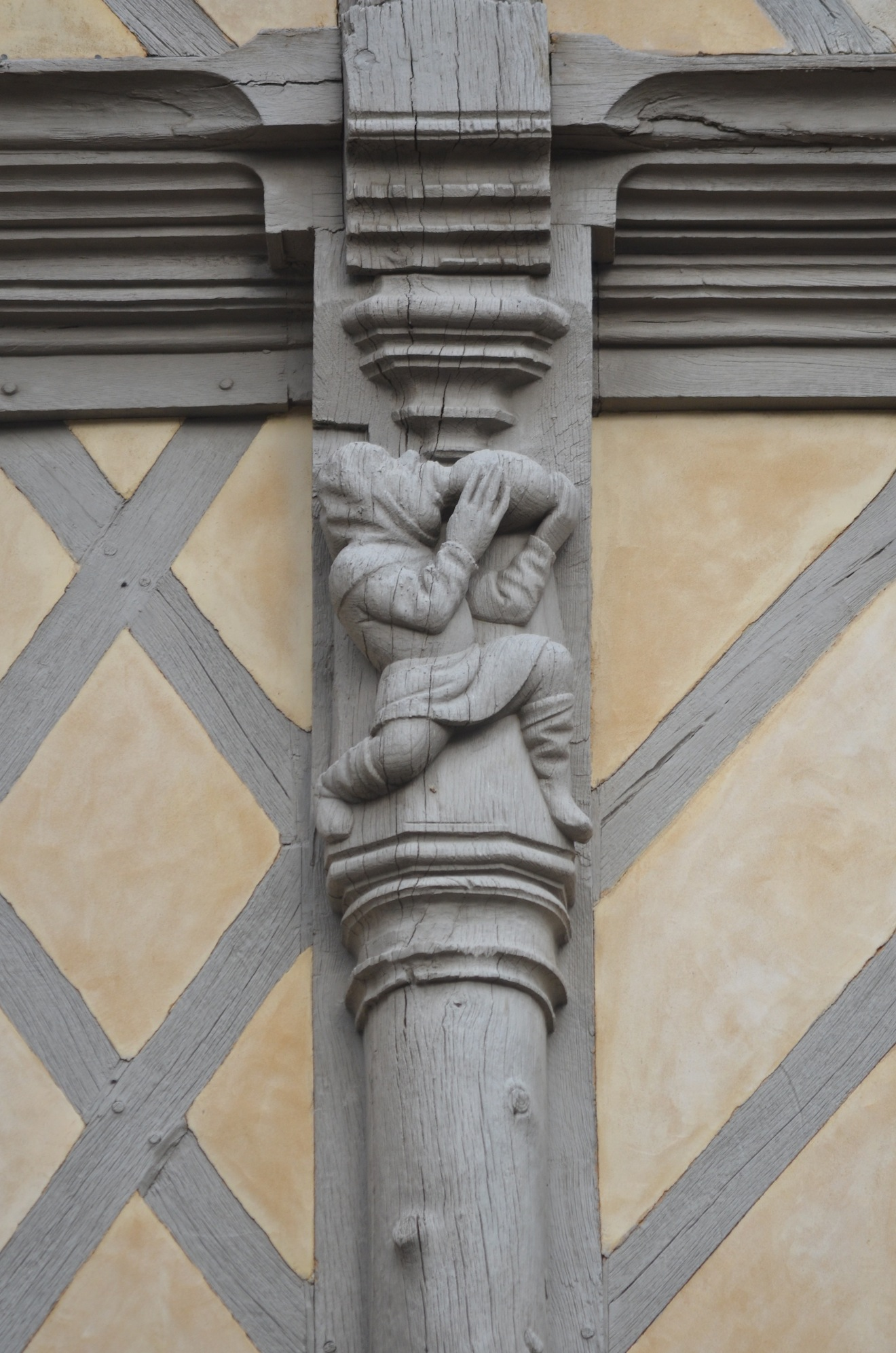
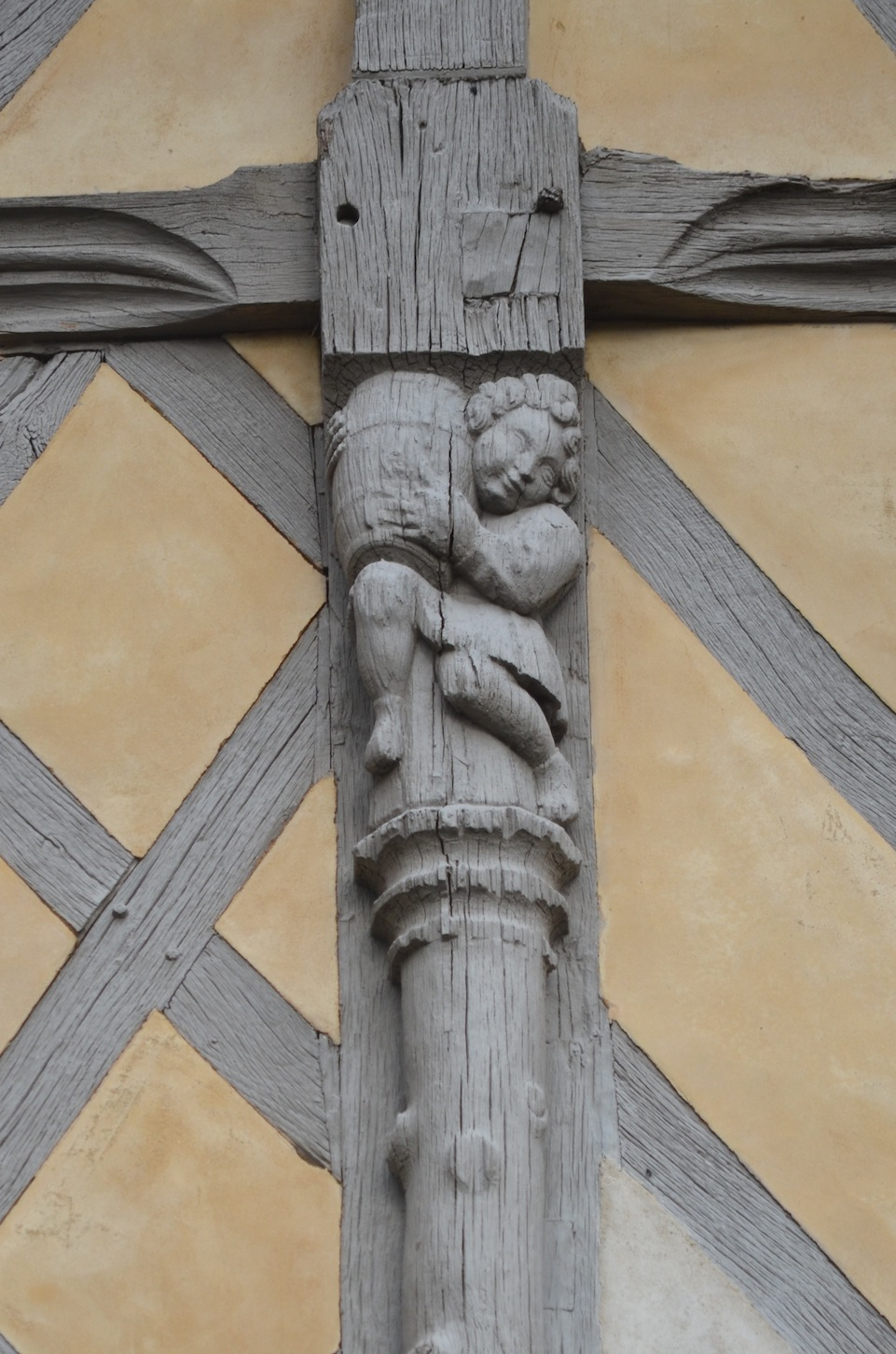
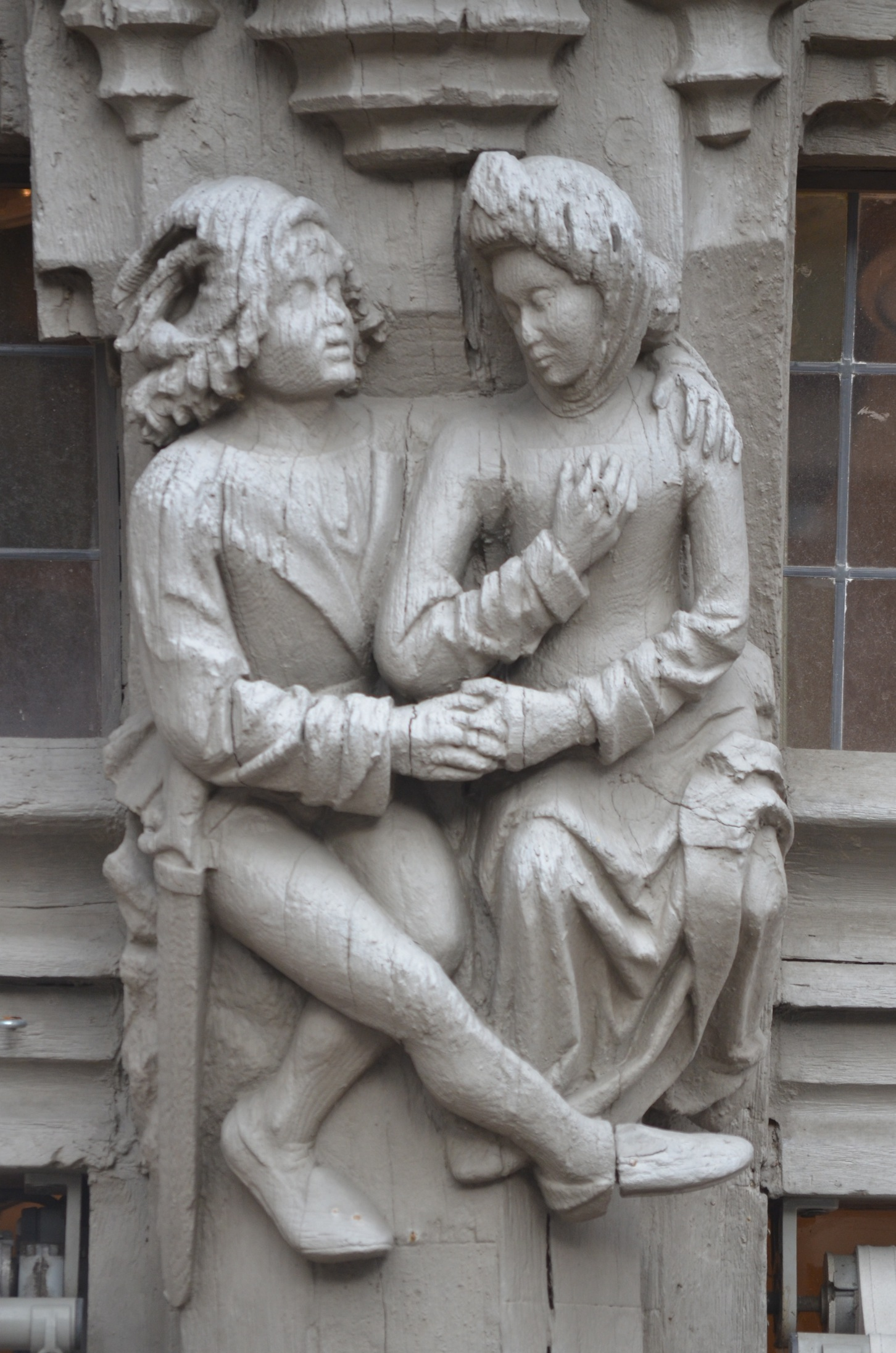
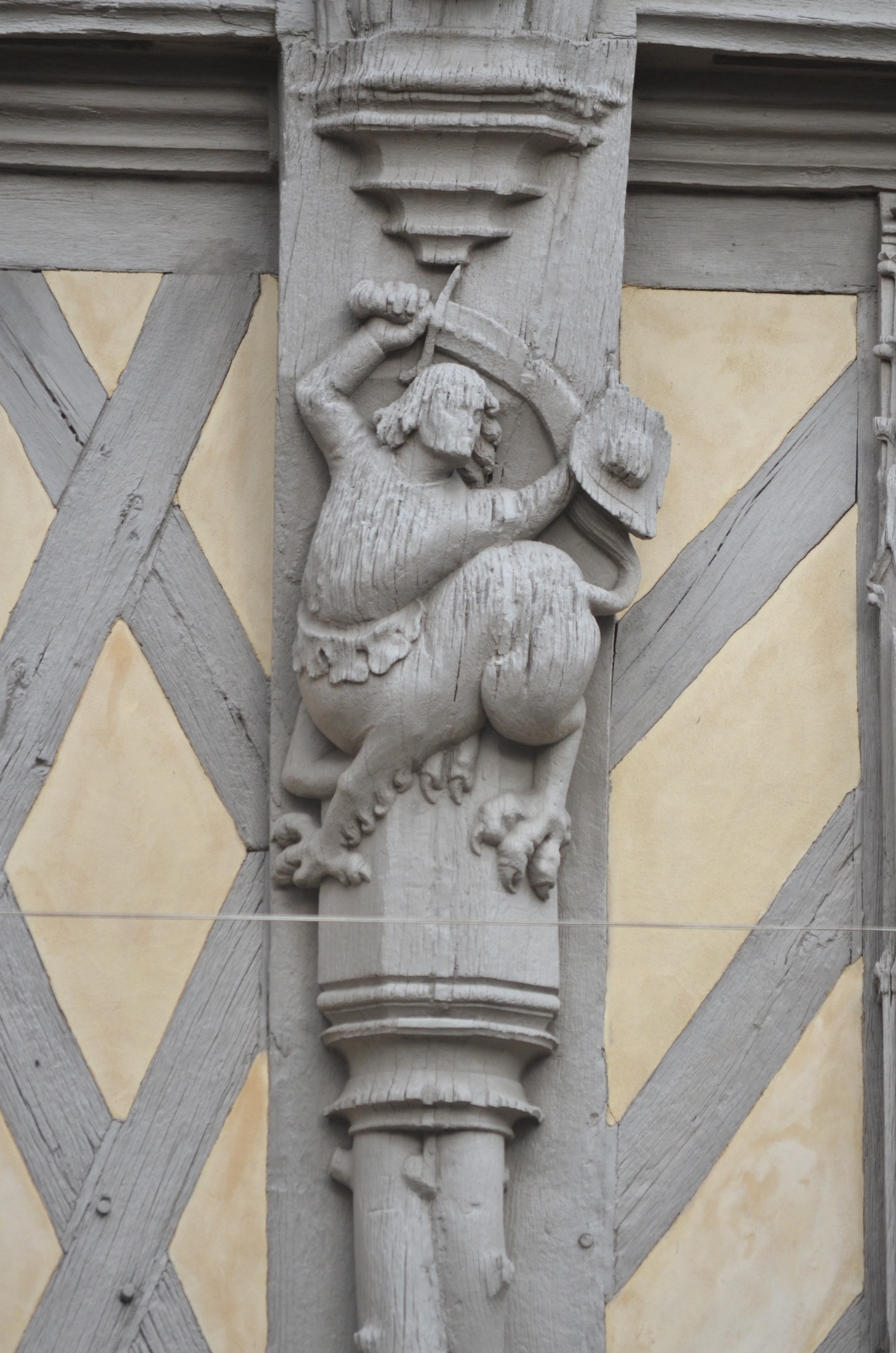
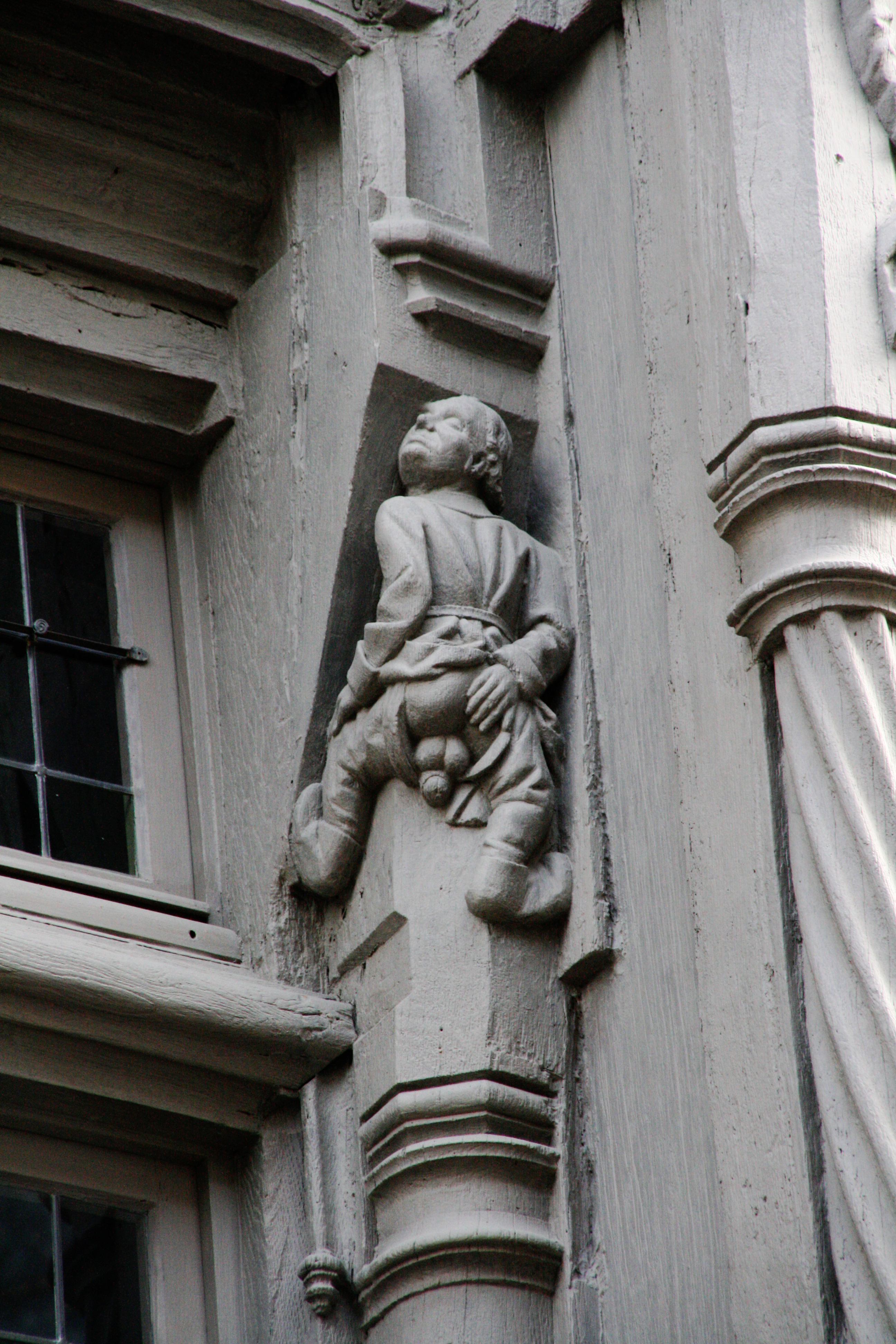
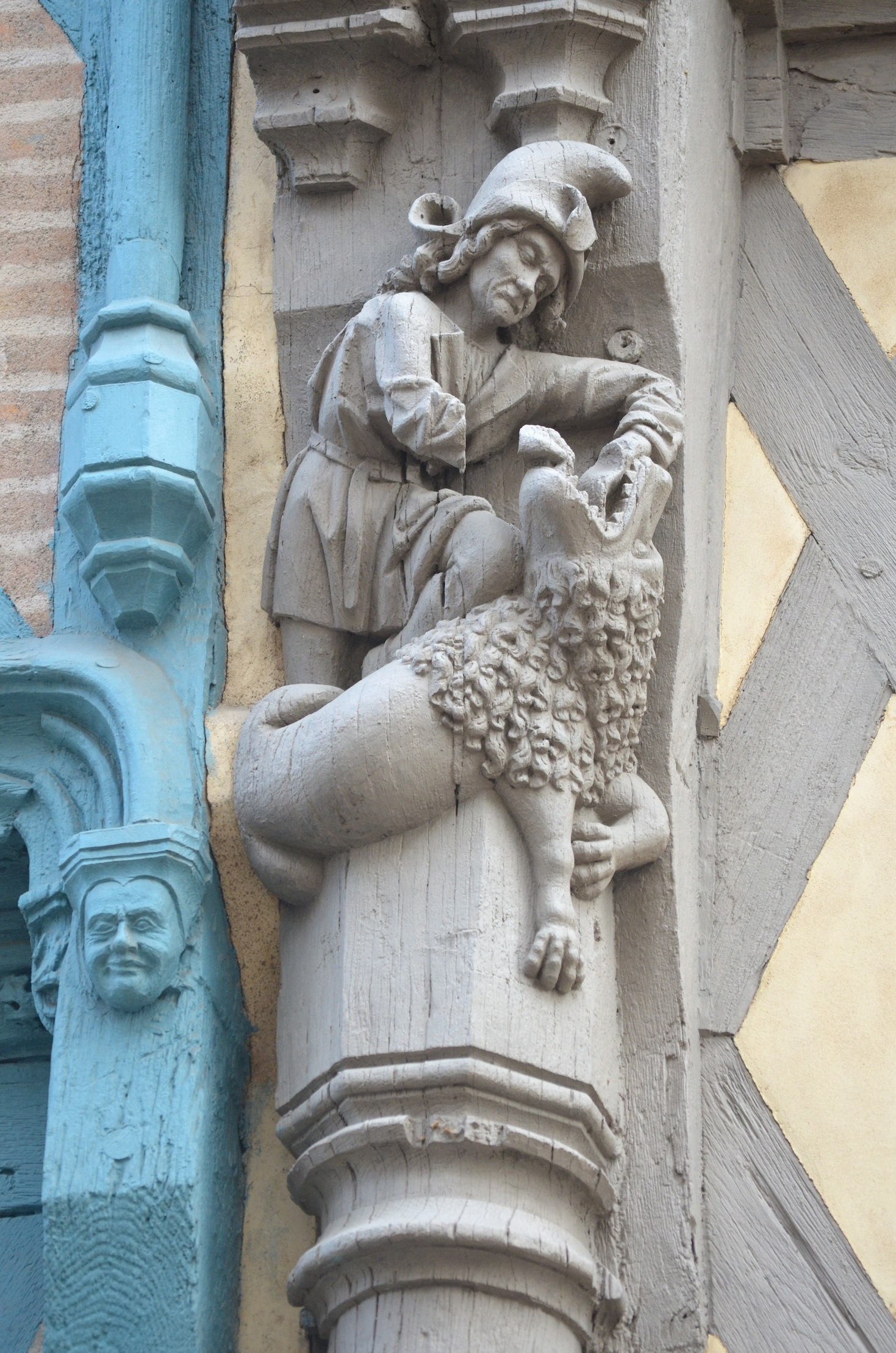
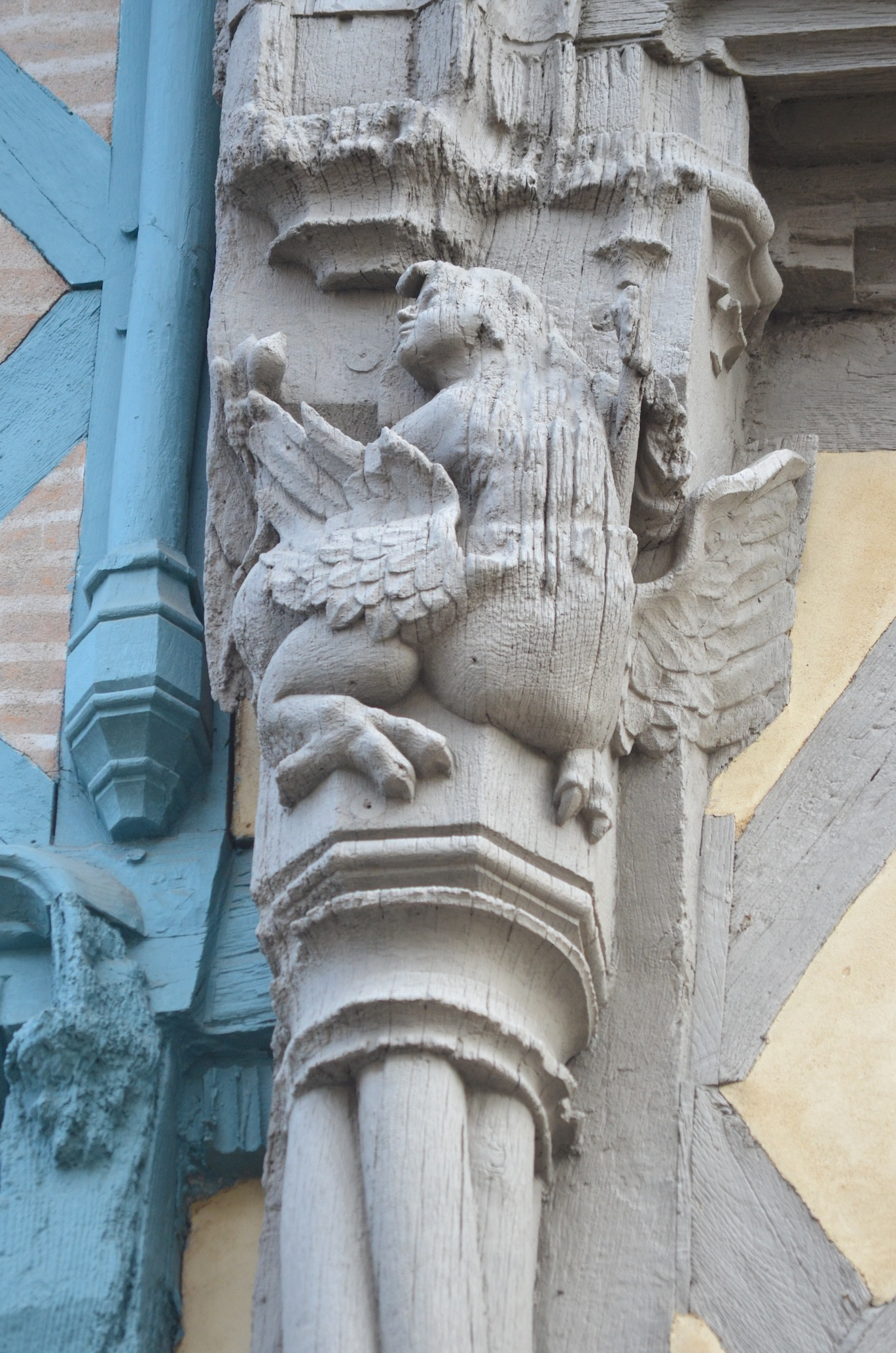
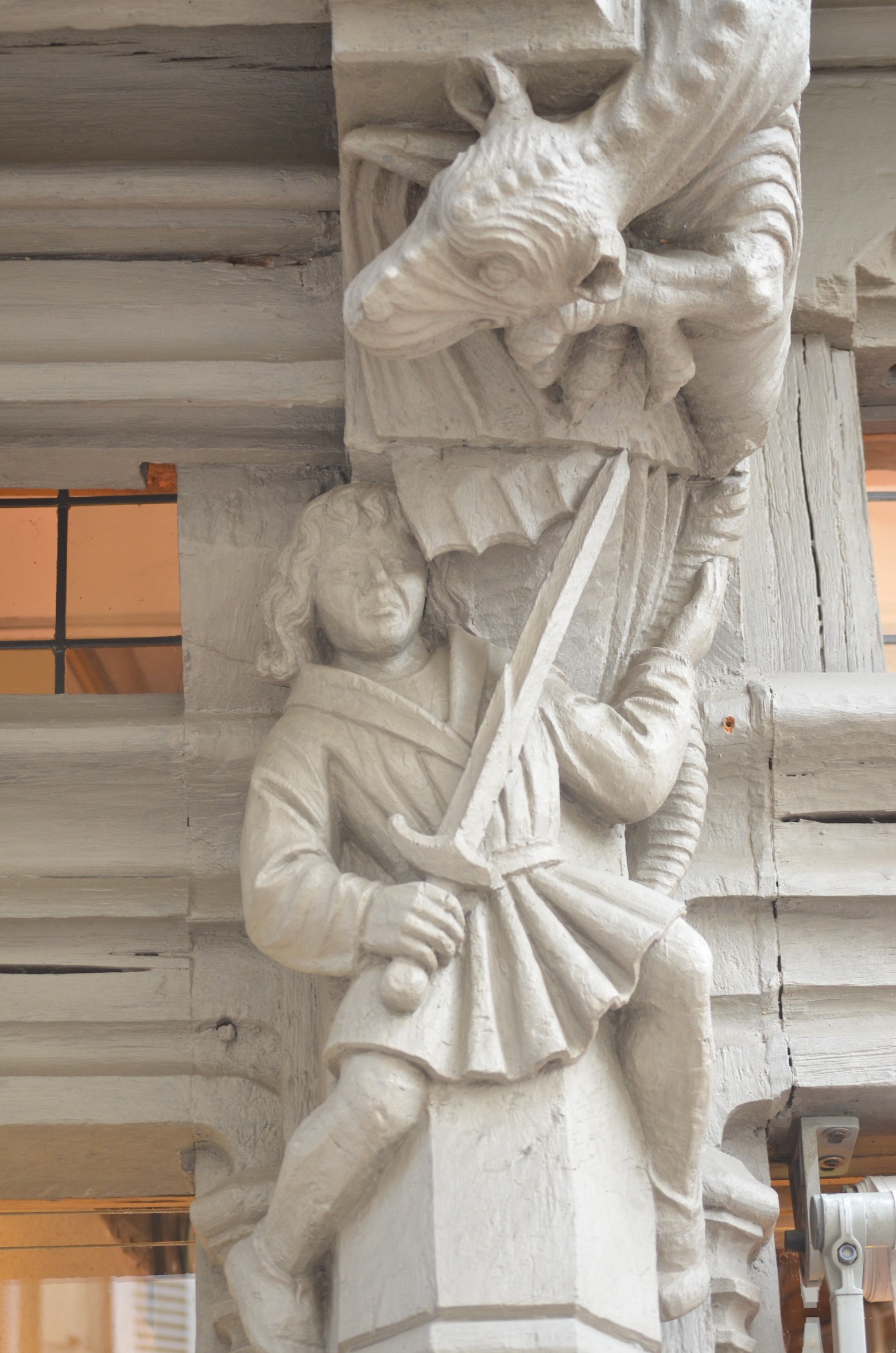
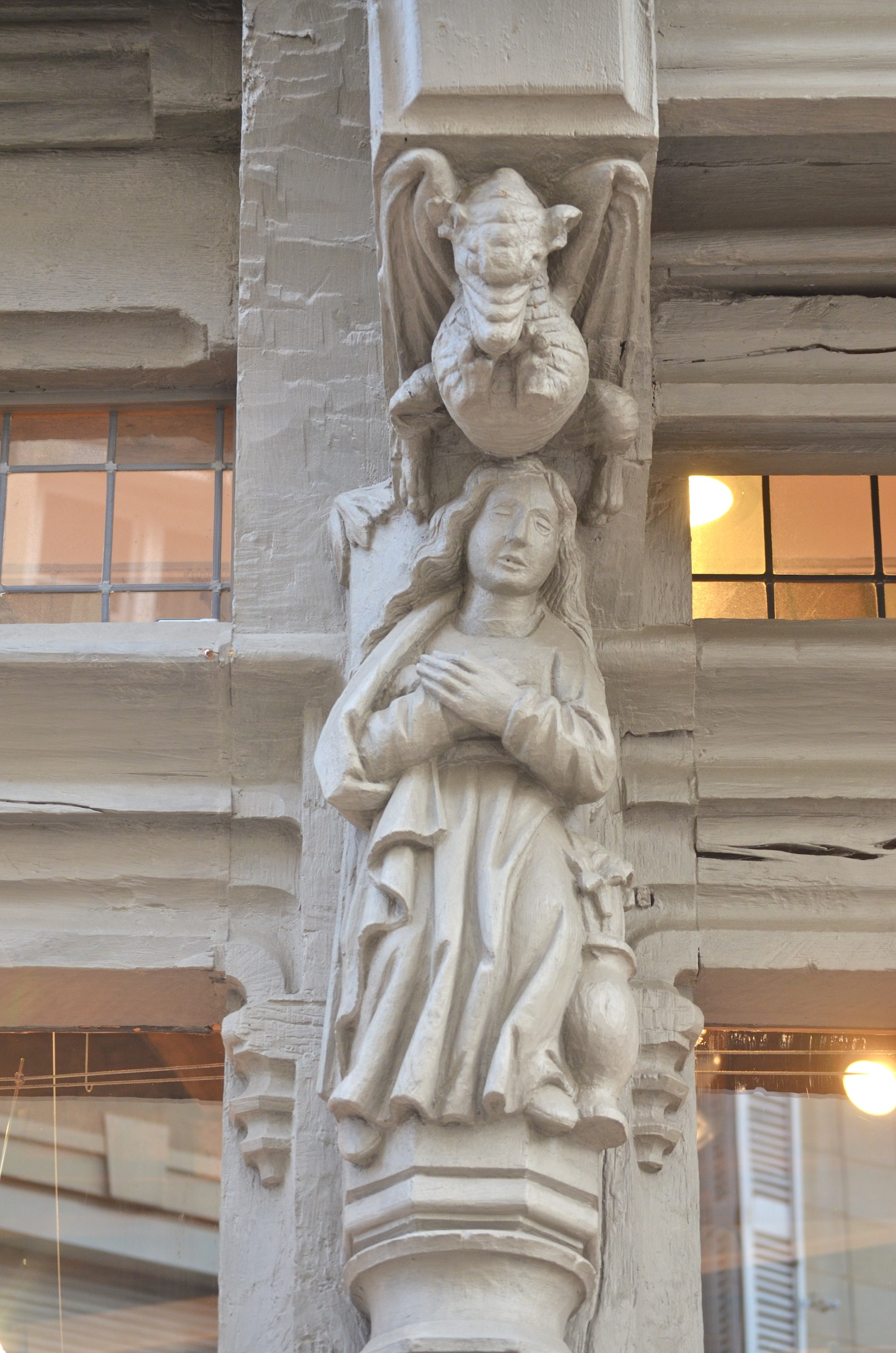
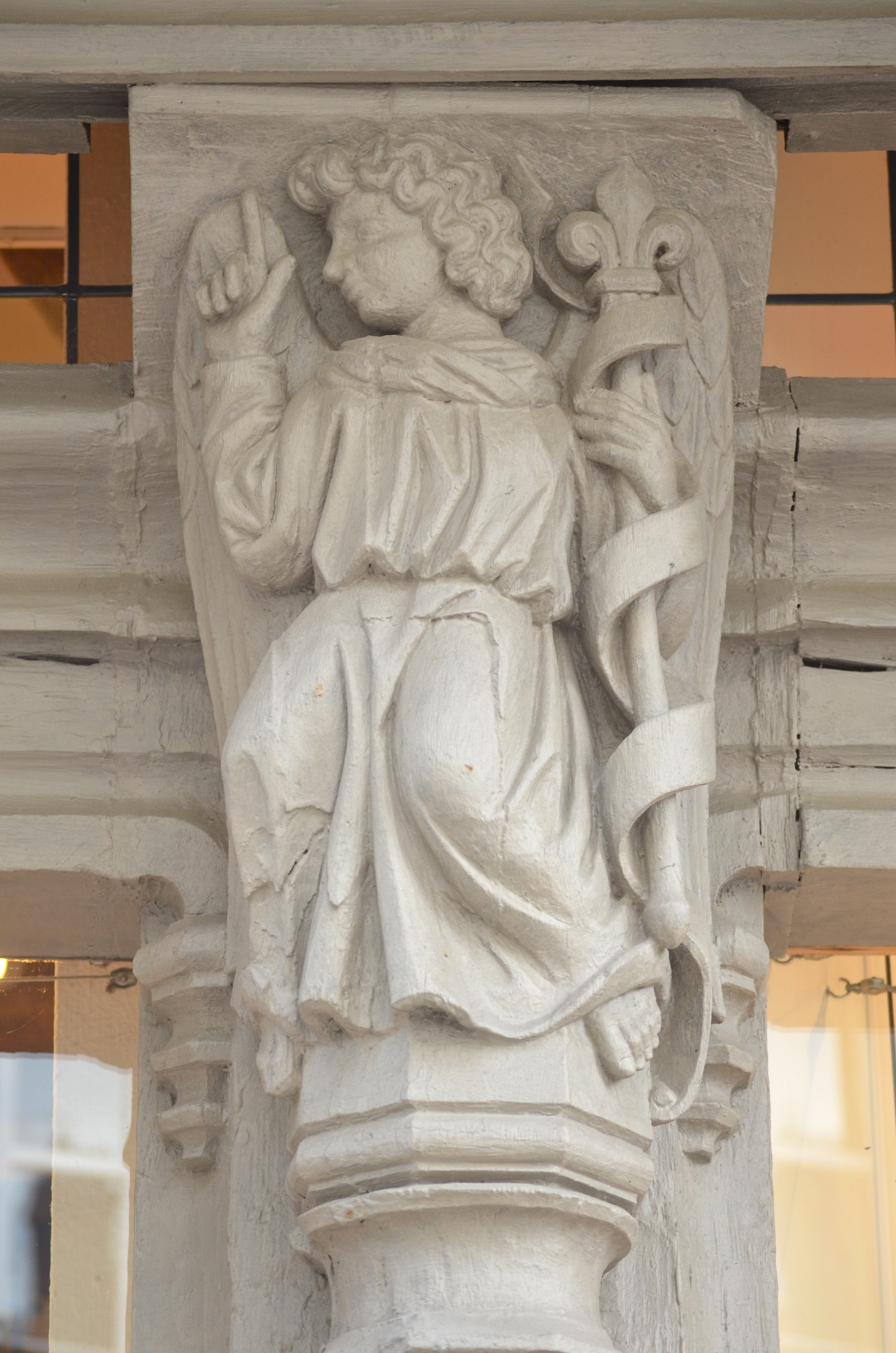
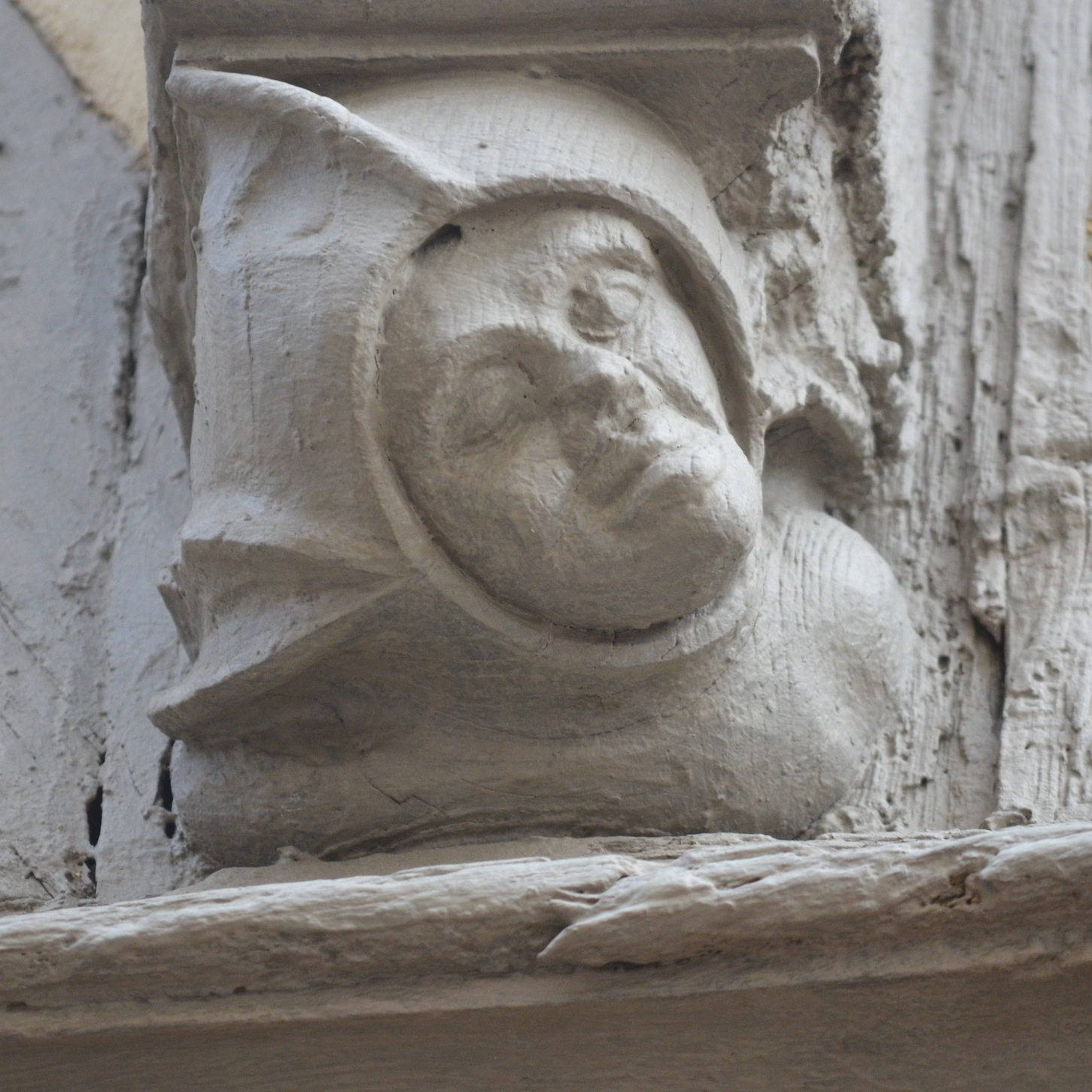
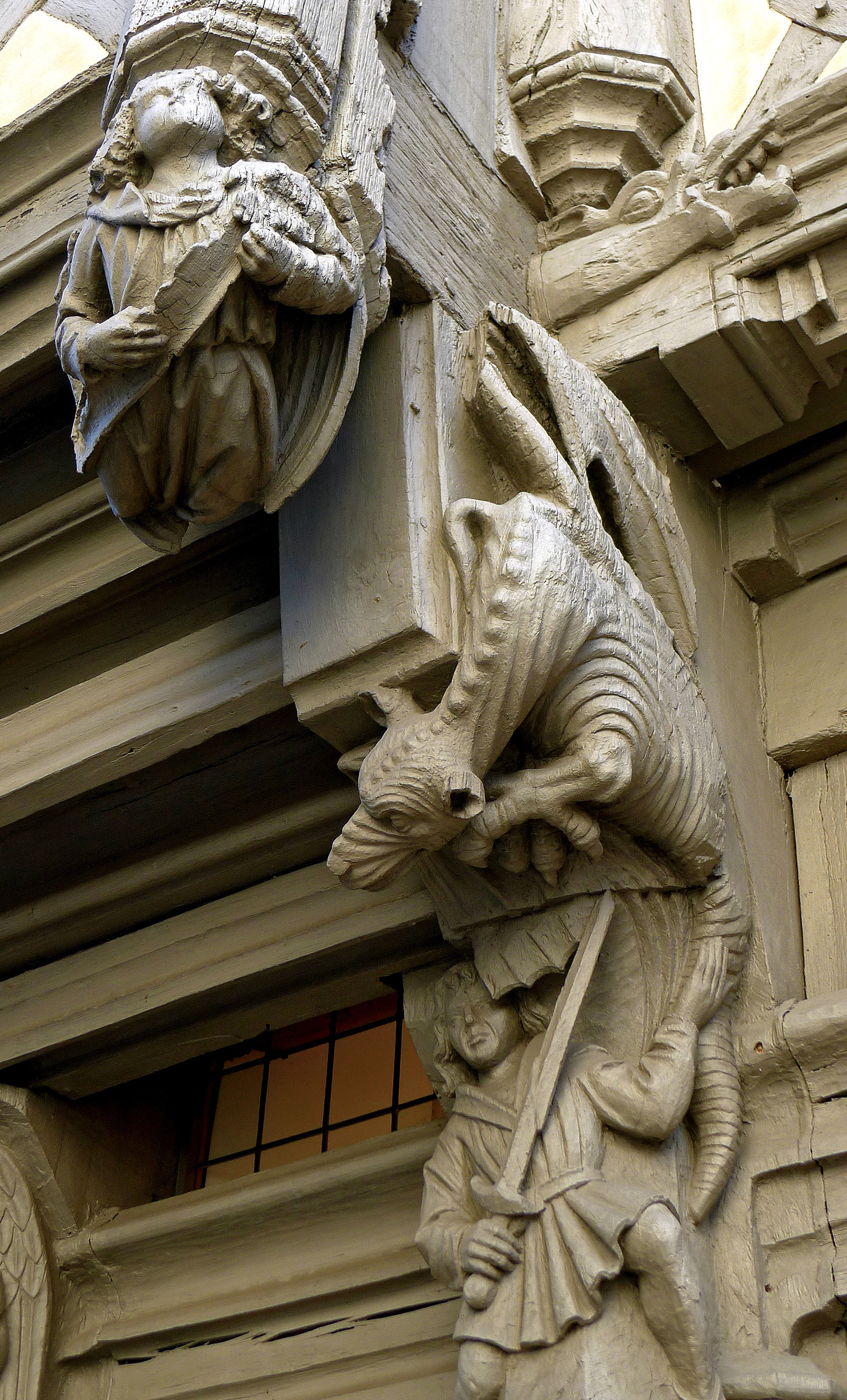
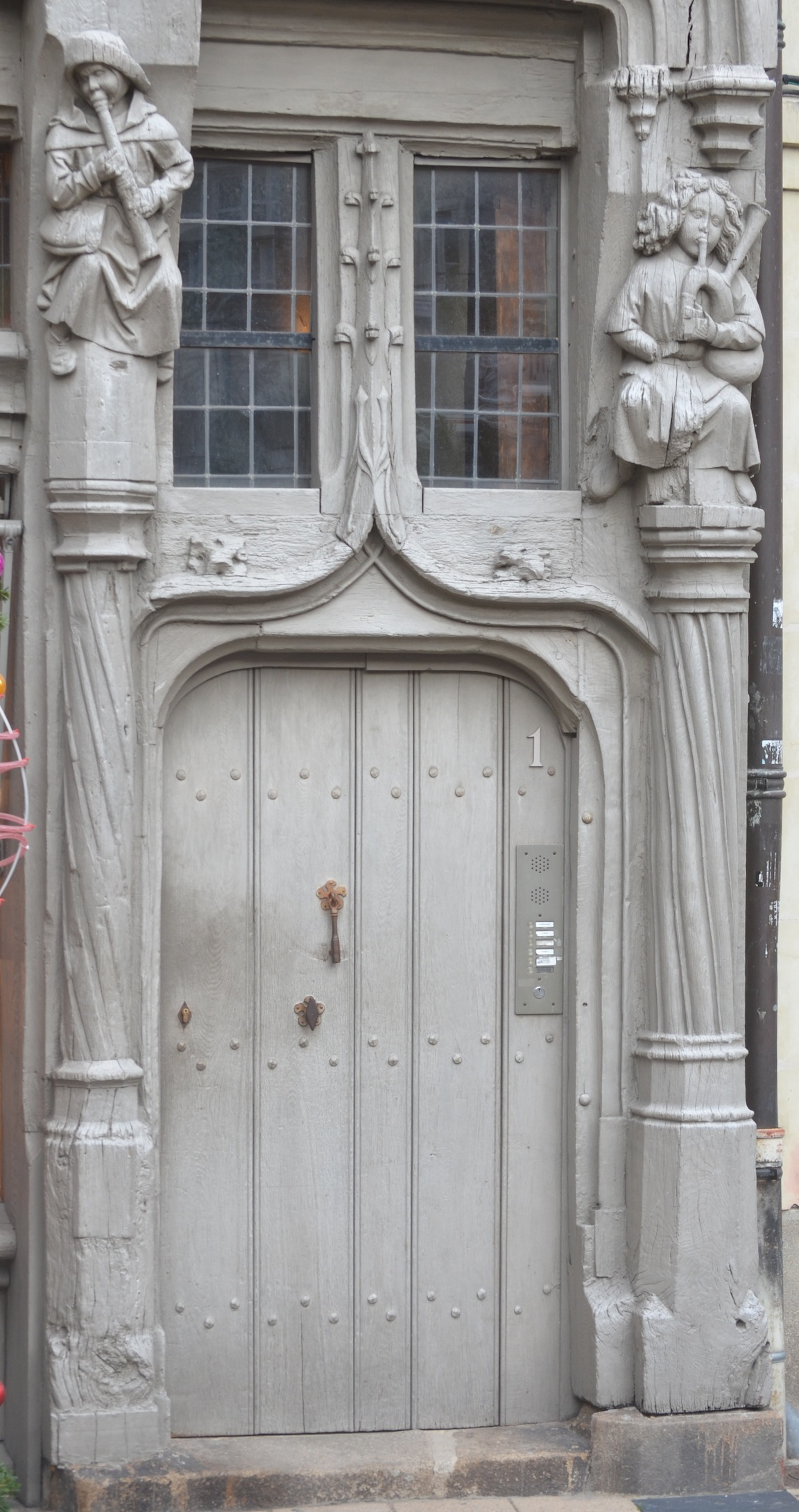
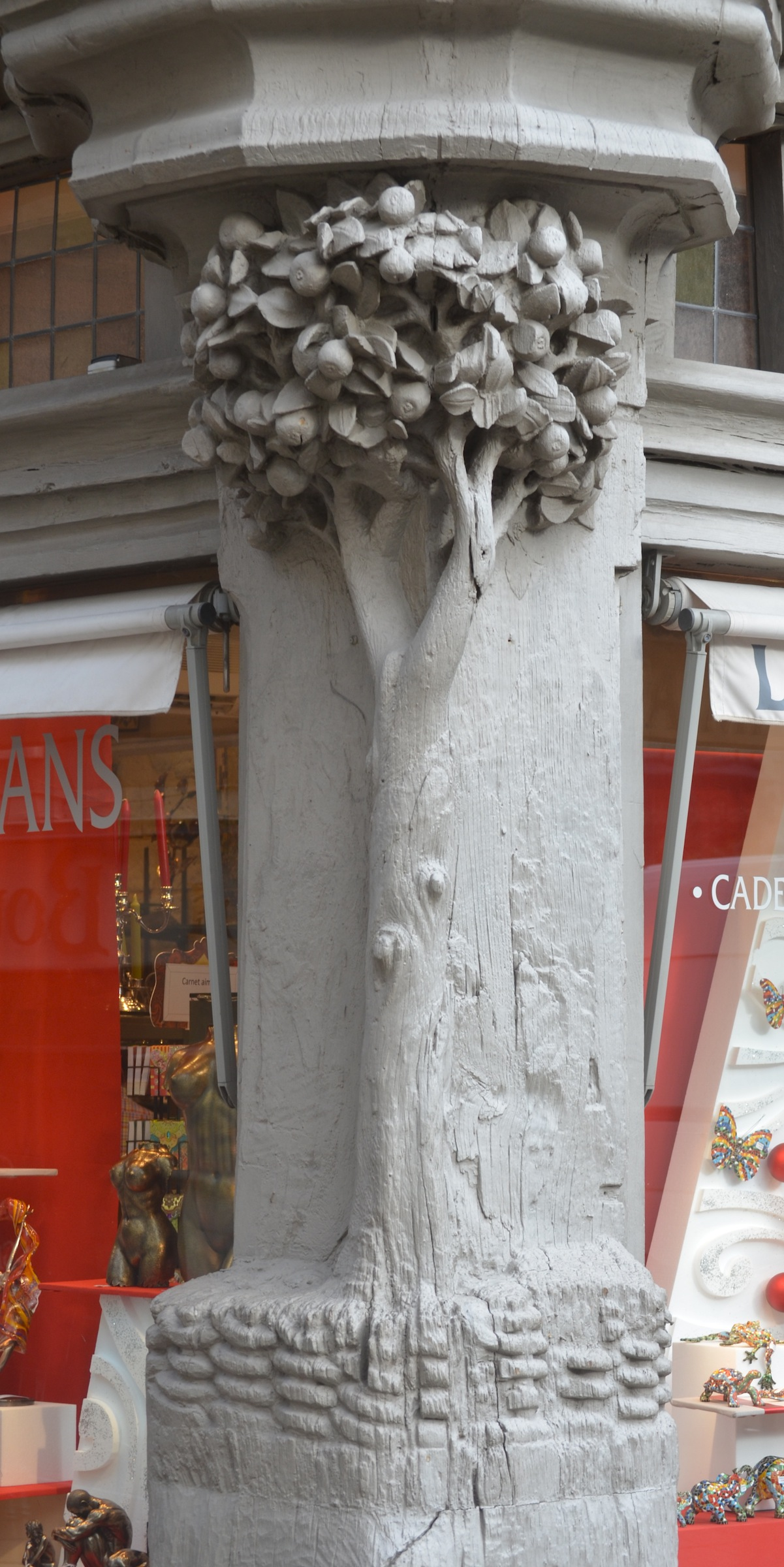
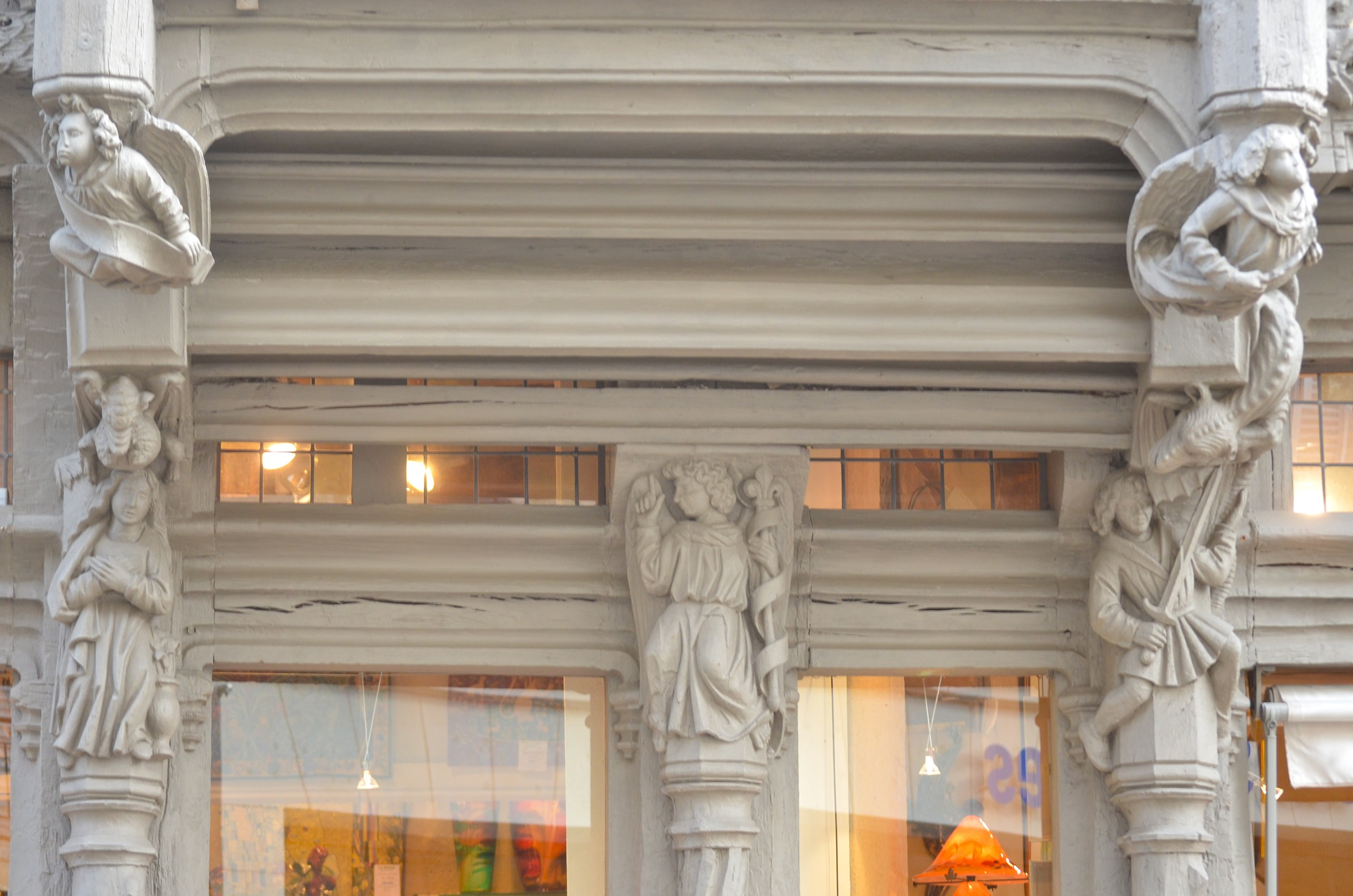